# جاسم محمد خلف السامرائي
الأستاذ الدكتور جاسم محمد الخلف ال عبد السلام النقيب ولد في قضاء قلعة صالح ضمن محافظة ميسان عام 1911، فقد كان والده من ملاكي الأراضي في قلعة صالح. أكمل دراسته الابتدائية فيها والثانوية في العمارة ثم التحق بدار المعلمين العالية وحصل بعدها على شهادة الماجستير والدكتوراه من الولايات المتحدة الأمريكية خلال الحرب العالمية الثانية متخصصا في الجغرافية وعين في عام 1952، أستاذا مساعدا في فرع الجغرافية في دار المعلمين العالية ثم إلى قسم الجغرافية بكلية الآداب والعلوم بعد تأسيس جامعة بغداد وبحلول 1960 أصبح رئيسا لقسم الجغرافية وساهم مع زملائه 1961 في تأسيس الجمعية الجغرافية العراقية ومجلة الجمعية الجغرافية العراقية.
ارتقى بعد ذلك الى منصب رئيس جامعة بغداد 1968-1970 وكان يعد من الرعيل الأول من الجغرافيين العراقيين.
رشح نفسه للنيابة عن قضاء قلعة صالح وقام بحملة انتخابية من خلال ملصقات كتب عليها "انتخبوا ابن بلدتكم الدكتور جاسم محمد خلف" إلا انه سرعان ما سحب ترشيحه قبل الانتخابات نتيجة لضغط الادارة المحلية عليه لتثبت الحكومة ان لواء العمارة منطقة انتخابية مقفلة لها لفوز مرشحيها وبالتزكية، وبالفعل فاز الشيخ مجيد بن خليفة ممثلا لقضاء قلعة صالح بالتزكية وللدورة الرابعة.

## مؤلفاته
له مؤلفات كثيرة منها:
- محاضرات في جغرافية العراق
- ترجم كتاب الأسس الطبيعية لجغرافية العراق وطبع في بغداد سنة 1948
- كتاب "جغرافية العراق" وطبع في القاهرة سنة 1965.

## وفاته
توفي سنة 1979.